# Гафостров
Гафостров (карел. Haukkašuari, фин. Haukkasaari) — упразднённая деревня в составе Ребольского сельского поселения Муезерского района Республики Карелия. Исключена из учётных данных в 2001 году.

## География
Располагалась на юго-восточной оконечности острова Гаф расположенного в восточной части озера Лексозеро, на расстоянии примерно в 480 км к северо-западу от Петрозаводска, 75 км от районного центра Муезерский, и в 22 км по дороге или 7 км по воде от села Реболы.

## История
Первые упоминания о деревне Гафостров относятся к концу XVI века. Согласно более точным сведениям, деревня была основана в 1602 году. Поселение считается одним из старейших Ребольской волости. По данным переписи в 1679 году в деревне было 9 дворов. До недавнего времени в деревне официально проживал (был зарегистрирован) один житель - Сергей Федорович Поттоев, потомок древнего рода Pottonen, долгое время являющегося основным, проживавшим в Гафострове. Зимой деревня фактически нежилая, летом съезжаются "дачники" из близлежащих населенных пунктов района. Деревне присвоен статус исторического поселения и достопримечательного места.

## Культурное наследеие
Постройки из деревни Гафостров (ветрянная мельница и рига) составляют экспозиционный сектор «Северные карелы» в музей-заповеднике Кижи.
На месте деревни организован культурно-этнографический проект «Деревня Гафостров» по изучаю и восстановлению материального и духовное культурно-исторического наследия деревни.

## Известные уроженцы
- Поттоев, Фёдор Ефимович — советский политический деятель.